# جفت‌شدن هیاما
جفت‌شدن هیاما(به انگلیسی: Hiyama coupling) گونه‌ای از واکنش جفت‌شدن در شیمی آلی است که طی آن یک ترکیب آلی سلیسیم دار با یک ترکیب آلی هالید دار واکنش داده و تشکیل یک زنجیره کربنی یکپارچه را می‌دهد. واکنش باید در حضور کاتالیزور پالادیم انجام شود. این واکنش در سال ۱۹۸۸ توسط دو شیمیدان ژاپنی به نام‌های هیاما و هاتاناکا کشف گردید. از کاربردهای واکنش هیاما می‌توان به تولید قارچ‌کشها در صنایع شیمیایی اشاره کرد.